# Nu1 Boötis
Nu1 Boötis (52 Boötis) é uma estrela na direção da constelação de Boötes. Possui uma ascensão reta de 15h 30m 55.75s e uma declinação de +40° 49′ 59.0″. Sua magnitude aparente é igual a 5.04. Considerando sua distância de 872 anos-luz em relação à Terra, sua magnitude absoluta é igual a −2.10. Pertence à classe espectral K5III.